# Богучарский район

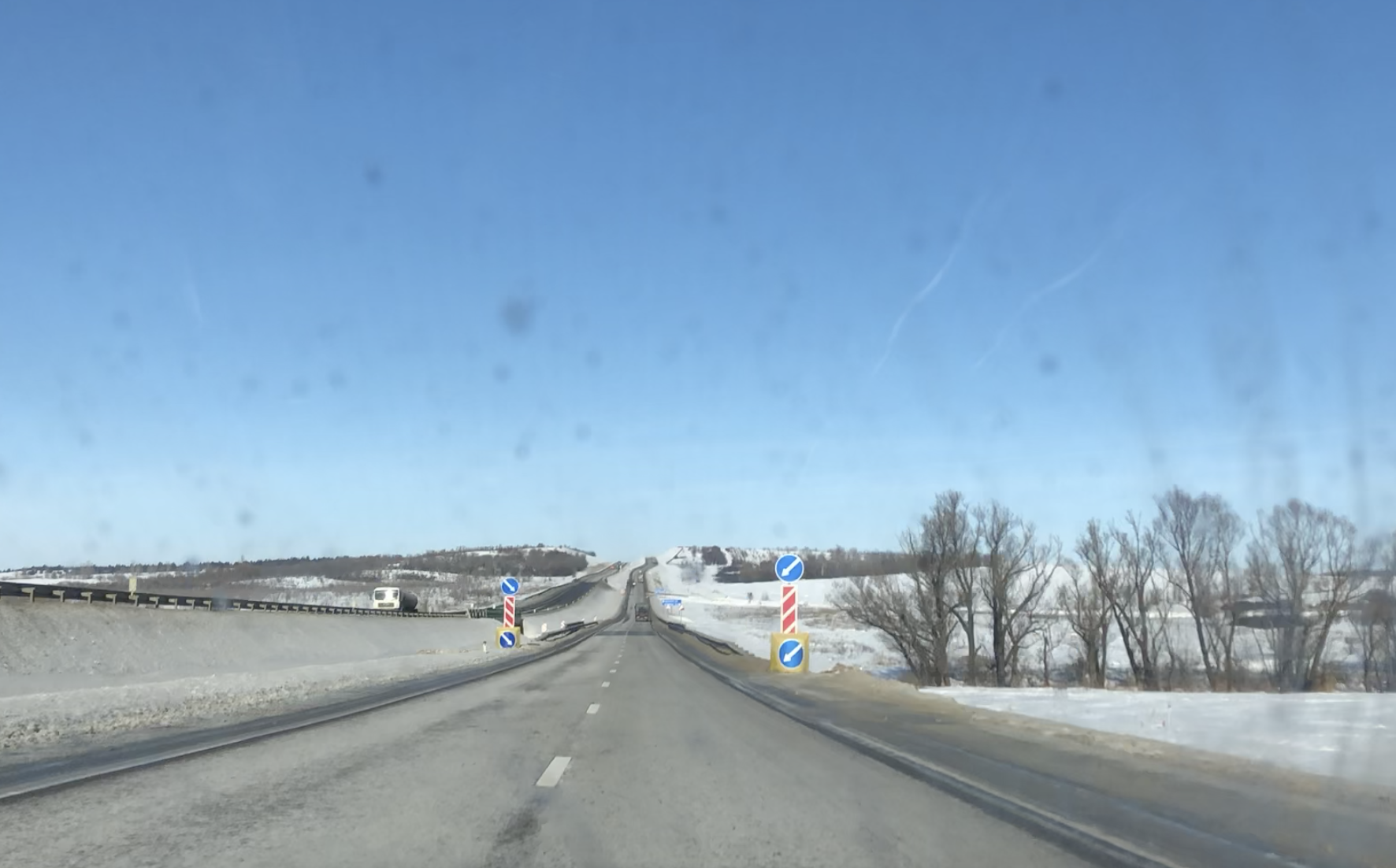
Е115 (М4 Дон)

Богуча́рский райо́н — административно-территориальная единица (район) и муниципальное образование (муниципальный район) на юго-востоке Воронежской области России.
Административный центр — город Богучар.

## География
Граничит на севере — с Верхнемамонским районом; на востоке — с Петропавловским районом; на юге — с Чертковским и Верхнедонским районами Ростовской области; на северо-западе с Россошанским районом; на западе — с Кантемировским районом.
Площадь района — 2180 км².
Основные реки — Дон, Богучарка, Левая Богучарка.

## История
В 1779 году город Богучар получил статус города, центра Богучарского уезда. В середине XIX века по количеству населения Богучарский уезд занимал среди 12 уездов Воронежской губернии первое место. Территория уезда охватывала пределы современных Богучарского, Кантемировского, Петропавловского, Калачеевского, Воробьёвского, Россошанского и Верхнемамонского районов Воронежской области.
Богучарский уезд был ликвидирован в 1928 году при переходе в СССР на новое административное деление.
Район образован 30 июля 1928 года Постановлением ВЦИК. Начавшийся в 1928 году период коллективизации завершился в районе в 1933 году.
Границы и размеры района неоднократно изменялись: с 1954 по 1957 годы он входил в состав вновь образованной Каменской области. В 1956 году соседний Радченский район (1935—1956) был упразднён и территория его вошла в состав Богучарского района. Современные границы района сложились в 1970 году.
Законом Воронежской области от 15.10.2004 г. № 63-ОЗ Богучарский район наделен статусом муниципального района.

## Население
| 1989    | 2000    | 2002    | 2005    | 2009    | 2010    | 2011    | 2012    | 2013    |
| ------- | ------- | ------- | ------- | ------- | ------- | ------- | ------- | ------- |
| 33 634  | ↘28 711 | ↗40 719 | →40 719 | ↘38 586 | ↘37 198 | ↘37 046 | ↘36 500 | ↘36 205 |
| 2014    | 2015    | 2016    | 2017    | 2018    | 2019    | 2020    | 2021    | 2025    |
| ↘35 967 | ↘35 732 | ↘35 623 | ↗36 840 | ↗37 057 | ↗37 063 | ↘36 999 | ↗38 087 | ↘36 962 |

### Урбанизация
В городских условиях (город Богучар) проживают 38,32 % населения района.

### Национальный состав
По данным переписи населения 1939 года: украинцы — 51,3 % или 13 773 чел., русские — 48 % или 12 896 чел.
По переписи населения 2010 года: русские — 34 247, украинцы — 597 человек
По итогам переписи населения 2020 года проживали следующие национальности (национальности менее 0,1 % и другое, см. в сноске к строке «Другие»):
| Национальность | Численность, чел. | Доля     |
| -------------- | ----------------- | -------- |
| Русские        | 34 933            | 91,72 %  |
| Турки          | 540               | 1,42 %   |
| Армяне         | 427               | 1,12 %   |
| Цыгане         | 302               | 0,79 %   |
| Украинцы       | 205               | 0,54 %   |
| Чеченцы        | 172               | 0,45 %   |
| Азербайджанцы  | 129               | 0,34 %   |
| Татары         | 85                | 0,22 %   |
| Осетины        | 78                | 0,20 %   |
| Узбеки         | 47                | 0,12 %   |
| Аварцы         | 47                | 0,12 %   |
| Таджики        | 44                | 0,12 %   |
| Кумыки         | 40                | 0,11 %   |
| Даргинцы       | 39                | 0,10 %   |
| Другие         | 999               | 2,63 %   |
| Итого          | 38 087            | 100,00 % |

## Муниципально-территориальное устройство
В Богучарский муниципальный район входят 14 муниципальных образований, в том числе 1 городское и 13 сельских поселений:
| №  | Муниципальное образование           | Административный центр | Количество населённых пунктов | Население | Площадь, км2 |
| -- | ----------------------------------- | ---------------------- | ----------------------------- | --------- | ------------ |
| 1  | городское поселение город Богучар   | город Богучар          | 1                             | ↗14 370   | 13,25        |
| 2  | Дьяченковское сельское поселение    | село Дьяченково        | 5                             | ↘3733     | 238,43       |
| 3  | Залиманское сельское поселение      | село Залиман           | 3                             | ↘3290     | 111,36       |
| 4  | Липчанское сельское поселение       | село Липчанка          | 4                             | ↗1561     | 183,57       |
| 5  | Луговское сельское поселение        | село Луговое           | 4                             | ↘1730     | 142,45       |
| 6  | Мёдовское сельское поселение        | посёлок Дубрава        | 5                             | ↗1074     | 236,82       |
| 7  | Монастырщинское сельское поселение  | село Монастырщина      | 1                             | ↗1182     | 113,28       |
| 8  | Первомайское сельское поселение     | село Лебединка         | 4                             | ↘1111     | 154,30       |
| 9  | Подколодновское сельское поселение  | село Подколодновка     | 3                             | ↘2309     | 199,65       |
| 10 | Поповское сельское поселение        | село Поповка           | 4                             | ↘2650     | 132,08       |
| 11 | Радченское сельское поселение       | село Радченское        | 5                             | ↘2344     | 279,44       |
| 12 | Суходонецкое сельское поселение     | село Сухой Донец       | 3                             | ↘903      | 110,35       |
| 13 | Твердохлебовское сельское поселение | село Твердохлебовка    | 4                             | ↘940      | 167,30       |
| 14 | Филоновское сельское поселение      | село Филоново          | 4                             | ↘890      | 97,51        |

## Населённые пункты
В районе 50 населённых пунктов:
| №  | Населённый пункт | Тип                           | Население | Муниципальное образование           |
| -- | ---------------- | ----------------------------- | --------- | ----------------------------------- |
| 1  | Абросимово       | село                          | ↘94       | Дьяченковское сельское поселение    |
| 2  | Батовка          | хутор                         | ↘139      | Первомайское сельское поселение     |
| 3  | Белая Горка 1-я  | село                          | ↗169      | Суходонецкое сельское поселение     |
| 4  | Белая Горка 2-я  | село                          | ↘12       | Суходонецкое сельское поселение     |
| 5  | Белый Колодезь   | хутор                         | ↘22       | Твердохлебовское сельское поселение |
| 6  | Богучар          | город, административный центр | ↘14 165   | городское поселение город Богучар   |
| 7  | Варваровка       | хутор                         | ↘519      | Липчанское сельское поселение       |
| 8  | Вервековка       | село                          | ↗499      | Поповское сельское поселение        |
| 9  | Вишнёвый         | посёлок                       | ↘330      | Твердохлебовское сельское поселение |
| 10 | Галиёвка         | хутор                         | ↘603      | Залиманское сельское поселение      |
| 11 | Грушовое         | село                          | ↘139      | Залиманское сельское поселение      |
| 12 | Данцевка         | село                          | ↘554      | Луговское сельское поселение        |
| 13 | Дубовиково       | село                          | ↘59       | Твердохлебовское сельское поселение |
| 14 | Дубрава          | посёлок                       | ↘445      | Мёдовское сельское поселение        |
| 15 | Дьяченково       | село                          | ↘2288     | Дьяченковское сельское поселение    |
| 16 | Дядин            | хутор                         | ↗333      | Радченское сельское поселение       |
| 17 | Журавка          | село                          | ↘552      | Подколодновское сельское поселение  |
| 18 | Залиман          | село                          | ↘2569     | Залиманское сельское поселение      |
| 19 | Каразеево        | село                          | ↘78       | Мёдовское сельское поселение        |
| 20 | Кравцово         | хутор                         | ↘81       | Радченское сельское поселение       |
| 21 | Красногоровка    | село                          | ↘482      | Дьяченковское сельское поселение    |
| 22 | Краснодар        | хутор                         | ↗128      | Луговское сельское поселение        |
| 23 | Криница          | село                          | ↗509      | Радченское сельское поселение       |
| 24 | Купянка          | село                          | ↘1062     | Поповское сельское поселение        |
| 25 | Лебединка        | село                          | ↗760      | Первомайское сельское поселение     |
| 26 | Липчанка         | село                          | ↘809      | Липчанское сельское поселение       |
| 27 | Лофицкое         | село                          | ↘748      | Поповское сельское поселение        |
| 28 | Луговое          | село                          | ↗841      | Луговское сельское поселение        |
| 29 | Малёванный       | хутор                         | ↘98       | Мёдовское сельское поселение        |
| 30 | Марьевка         | хутор                         | ↘26       | Липчанское сельское поселение       |
| 31 | Мёдово           | село                          | ↗149      | Мёдовское сельское поселение        |
| 32 | Монастырщина     | село                          | ↗1182     | Монастырщинское сельское поселение  |
| 33 | Новоникольск     | село                          | ↘103      | Первомайское сельское поселение     |
| 34 | Перещепное       | хутор                         | →182      | Филоновское сельское поселение      |
| 35 | Плесновка        | село                          | ↗296      | Первомайское сельское поселение     |
| 36 | Подколодновка    | село                          | ↘1582     | Подколодновское сельское поселение  |
| 37 | Полтавка         | село                          | ↘523      | Дьяченковское сельское поселение    |
| 38 | Поповка          | село                          | ↘399      | Поповское сельское поселение        |
| 39 | Радченское       | село                          | ↘1175     | Радченское сельское поселение       |
| 40 | Расковка         | село                          | ↘318      | Луговское сельское поселение        |
| 41 | Свобода          | село                          | ↘175      | Филоновское сельское поселение      |
| 42 | Старотолучеево   | село                          | ↘375      | Подколодновское сельское поселение  |
| 43 | Сухой Донец      | село                          | ↘788      | Суходонецкое сельское поселение     |
| 44 | Твердохлебовка   | село                          | ↘726      | Твердохлебовское сельское поселение |
| 45 | Терешково        | село                          | ↘624      | Дьяченковское сельское поселение    |
| 46 | Тихий Дон        | хутор                         | ↗48       | Филоновское сельское поселение      |
| 47 | Травкино         | село                          | ↘428      | Радченское сельское поселение       |
| 48 | Филоново         | село                          | ↗596      | Филоновское сельское поселение      |
| 49 | Шуриновка        | село                          | ↘383      | Липчанское сельское поселение       |
| 50 | Южный            | посёлок                       | ↘413      | Мёдовское сельское поселение        |

## Экономика

### Сельское хозяйство
По состоянию на 1 января 2007 года на территории района насчитывалось 235 сельскохозяйственных предприятий, из них 197 крестьянских (фермерских) хозяйств. Основные производители сельскохозяйственной продукции — это сельскохозяйственные предприятия, личные подсобные хозяйства и крестьянско-фермерские хозяйства.
Площадь сельхозугодий района составляет 187 тыс. га. Значительная часть общей земельной площади района занята под земли сельскохозяйственного назначения (147 964 га). Леса, включая лесополосы и овражно-балочные насаждения занимают менее 30 тыс. га.
Основное направление деятельности предприятий аграрной отрасли: производство зерна, подсолнечника, сахарной свёклы.

### Промышленность
Предприятия района осуществляют производство: масла растительного; масла животного; сычужных сыров; творога, сухой сыворотки; хлеба и хлебобулочных изделий; макаронных; кондитерских изделий; типографских бланков, щебень различных фракций, а также производят механическую обработку деталей для нефтяной и газовой промышленности. В районе действуют 355 предприятий и организаций всех форм собственности. На территории района 8 предприятий осуществляют производство промышленной продукции: ООО «Богучарский ЗРМ», ОАО «Богучармолоко», ООО «Богучархлеб», ООО «Строймаш», ЗАО «Тихий Дон», МУП «Богучаркоммунсервис», ООО «Строительные материалы — Тихий Дон», ООО «Агро-Спутник».

## Образование
Образование Богучарского муниципального района представлено 37 образовательными учреждениями. Из них:
- 10 — средних общеобразовательных учреждений;
- 19 — основных общеобразовательных школ;
- 5 — учреждения дошкольного образования;
- 2 — учреждения дополнительного образования;
- 1 — межшкольный учебный комбинат.

В районе 2 учреждения начального профессионального образования: ПУ-18, филиал Воронежского промышленно-гуманитарного колледжа.

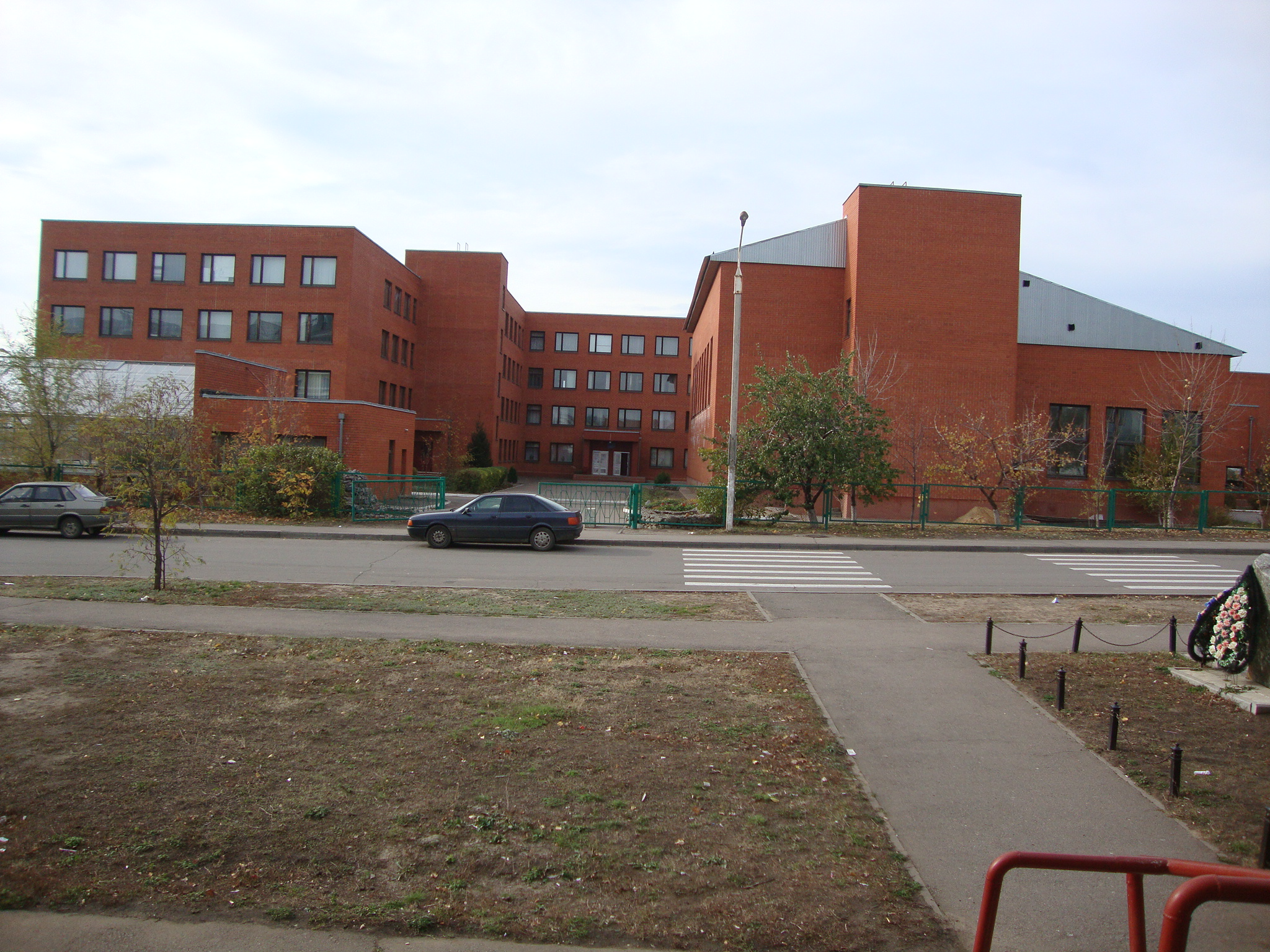
МОУ БСОШ №2
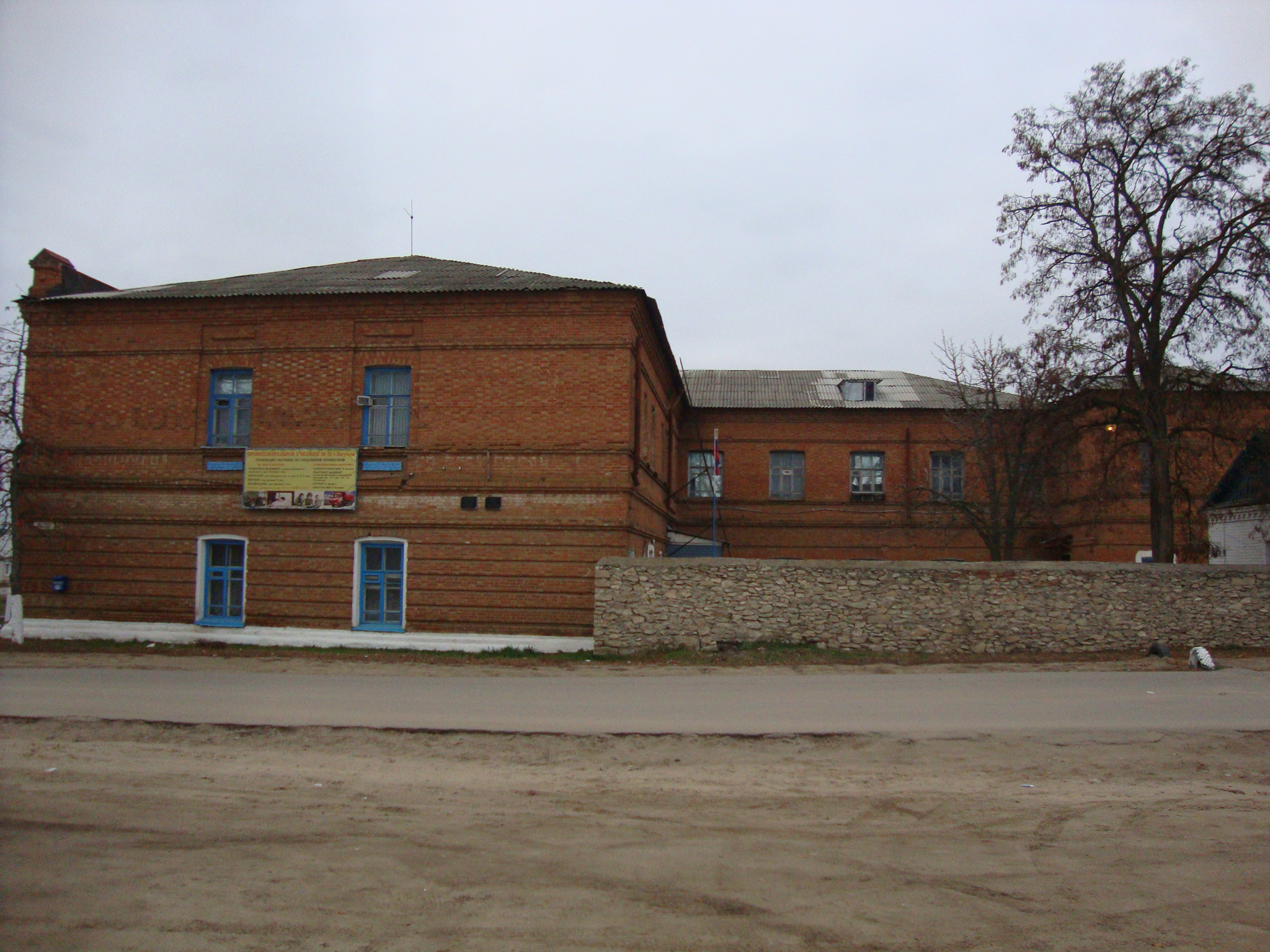
ПУ-18
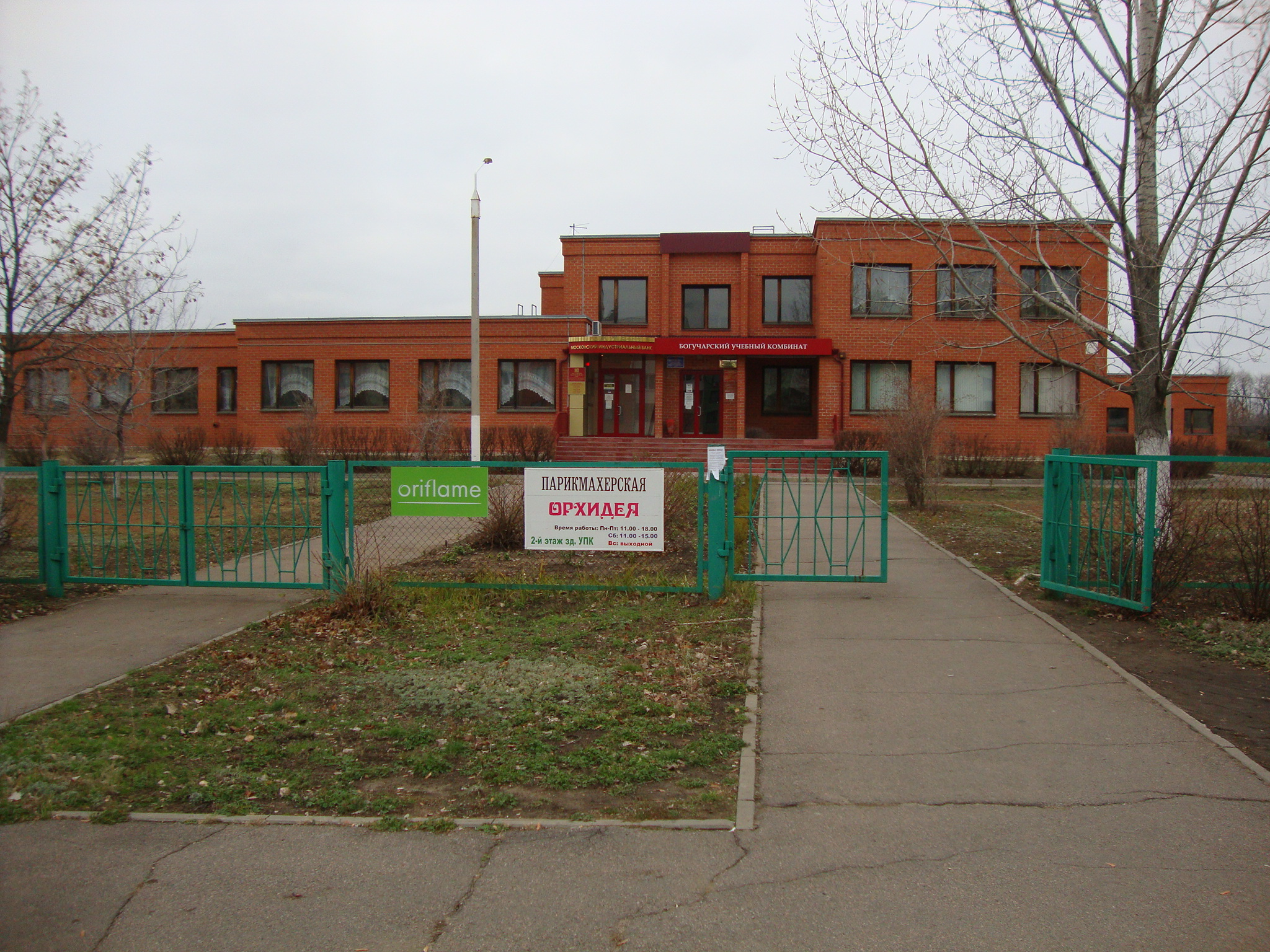
МУК №2

## Достопримечательности
- Памятники природы:

1. Хрипунская степь — последний и единственный в Центральном Черноземье, сохранившийся в зональных условиях ландшафт разнотравно — типчаково — ковыльных степей.
2. Степные природные комплексы в окрестностях села Криница — урочище Шлепчино и Помяловская балка.

### Памятники истории и культуры
1. Народный Дом г. Богучар, 1900 год (в настоящий момент кинотеатр «Шторм»).
2. Здание Земской управы г. Богучар, постройки 1884 года (ныне здесь располагается администрация Богучарского муниципального района).
3. Церковь Рождества Пресвятой Богородицы г. Богучар, 1851 года (сейчас районный историко — краеведческий музей).
4. Богадельня Куранова г. Богучар, 1883 года постройки (сейчас Дом народного творчества и ремесел).
5. Памятник танку Т-34. Установлен на въезде в Богучарский район на трассе М-4.
6. Памятник Шолохову Установлен в городском парке.

## Известные уроженцы
- Кищенко, Александр Михайлович (1933—1997) — художник-монументалист, народный художник Беларуси, лауреат Государственных премий БССР.

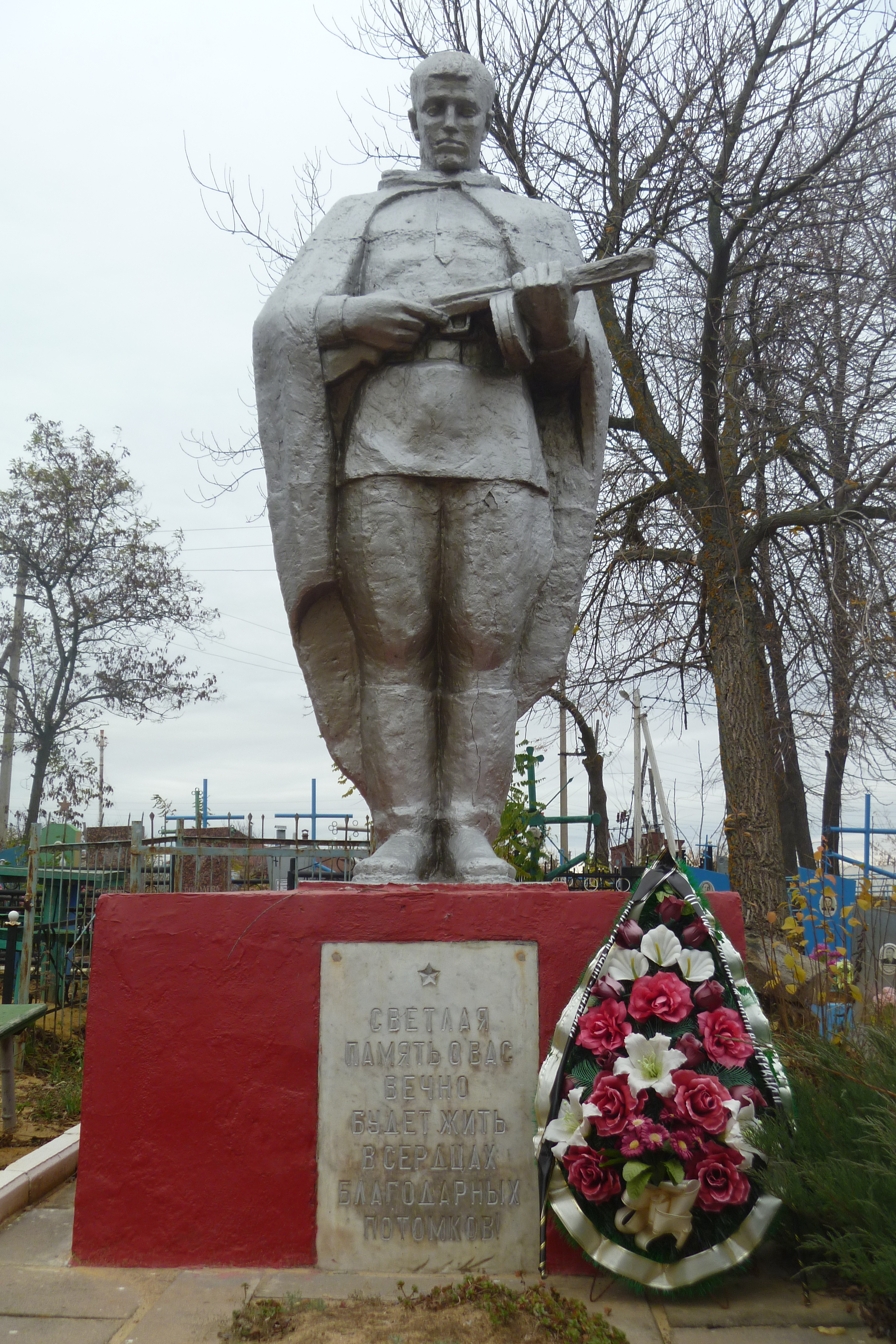
Памятник солдатам участвовавшим в Великой Отечественно войне.
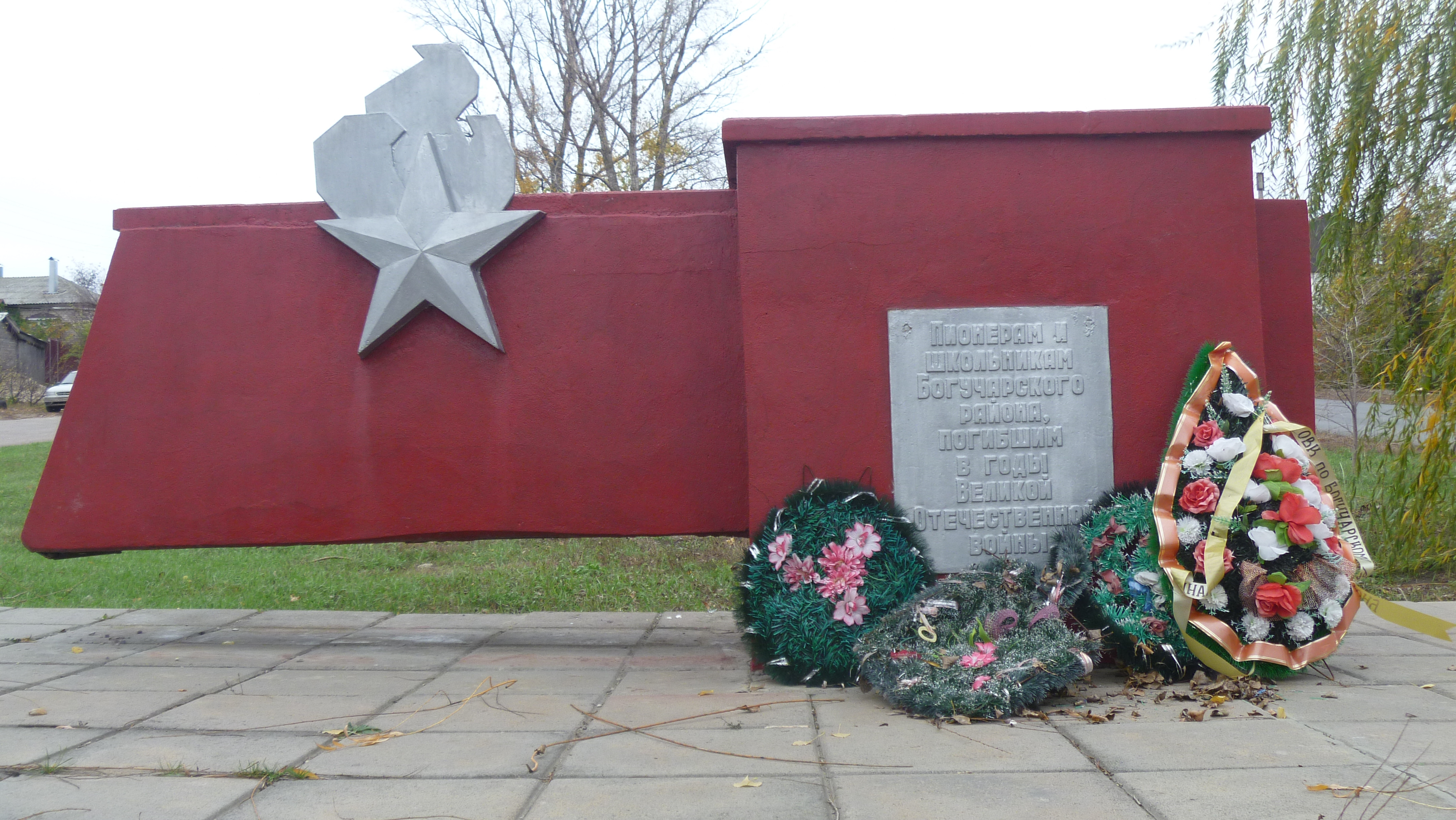
Памятник погибшим пионерам и школьникам.
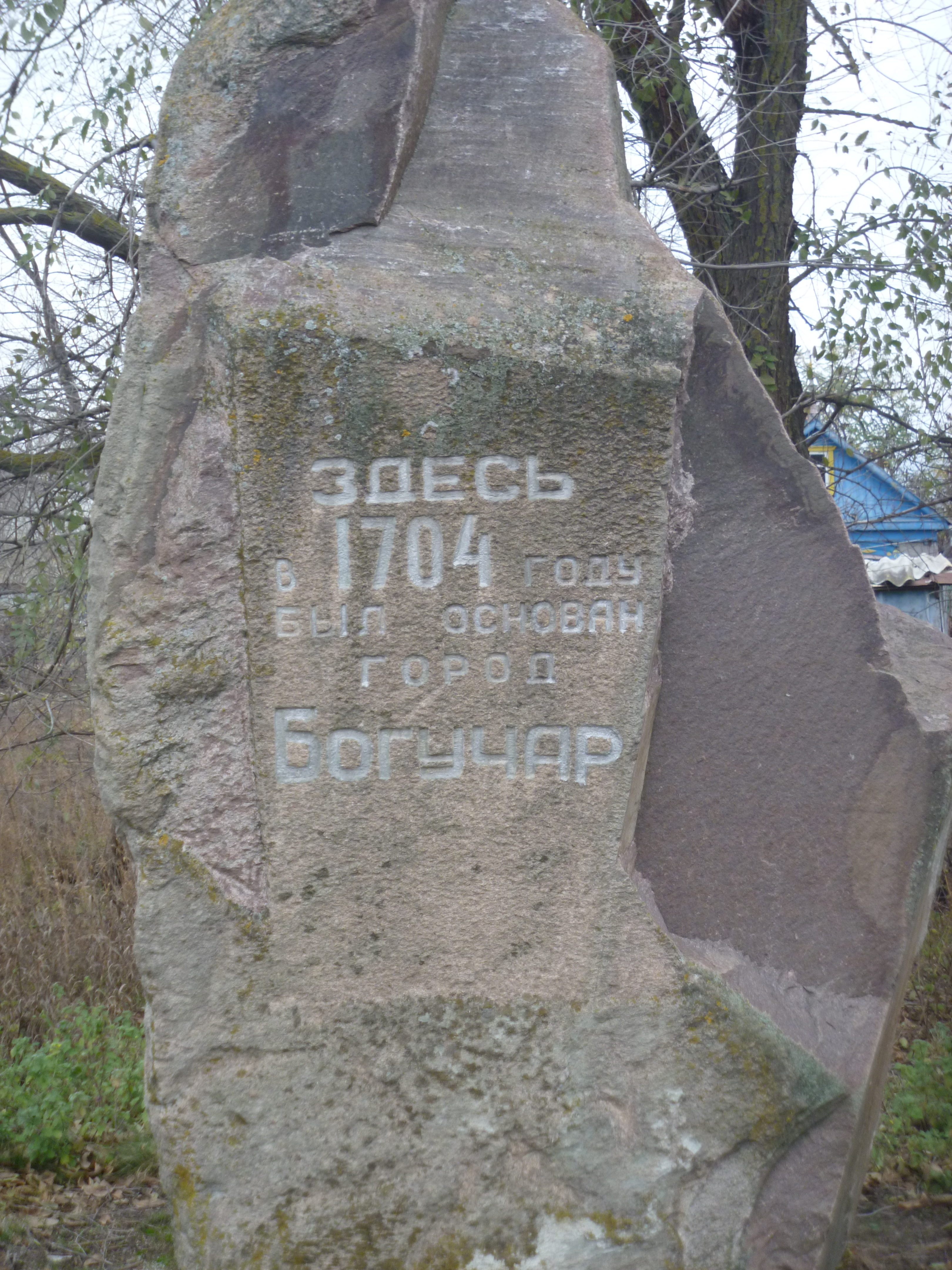
Памятник, символизирующий место основания г. Богучар.